# Papi Chulo (película)
Papi Chulo es una película de comedia dramática estadounidense-irlandesa dirigida y escrita por John Butler, protagonizada por Matt Bomer y Alejandro Patiño. Se estrenó en el Festival Internacional de Cine de Toronto 2018l.

## Trama
Sean, un meteorólogo solitario y alienado por la televisión, pasa junto a un trabajador migrante hispano de mediana edad que está parado afuera de una ferretería buscando trabajo. Entonces él decide contratar a este hombre de aspecto amable, para ser su amigo, en esta oscura reflexión cómica sobre clase, etnia y compañía, en el contemporáneo Los Ángeles. Sean es joven, gay y blanco; Ernesto, corpulento, heterosexual y casado. A pesar de no tener nada en común y la barrera del idioma, construyen una especie de amistad, hasta que Sean se consume con una necesidad obsesiva más profunda.

## Reparto
- Matt Bomer como Sean.
- Alejandro Patino como Ernesto.
- Elena Campbell-Martinez como Linda.
- Wendi McLendon-Covey como Ceniza.
- Michael Shepperd como Stan.
- Tommie Earl Jenkins como Tom.
- Shaughn Buchholz como Mike.

## Lanzamiento

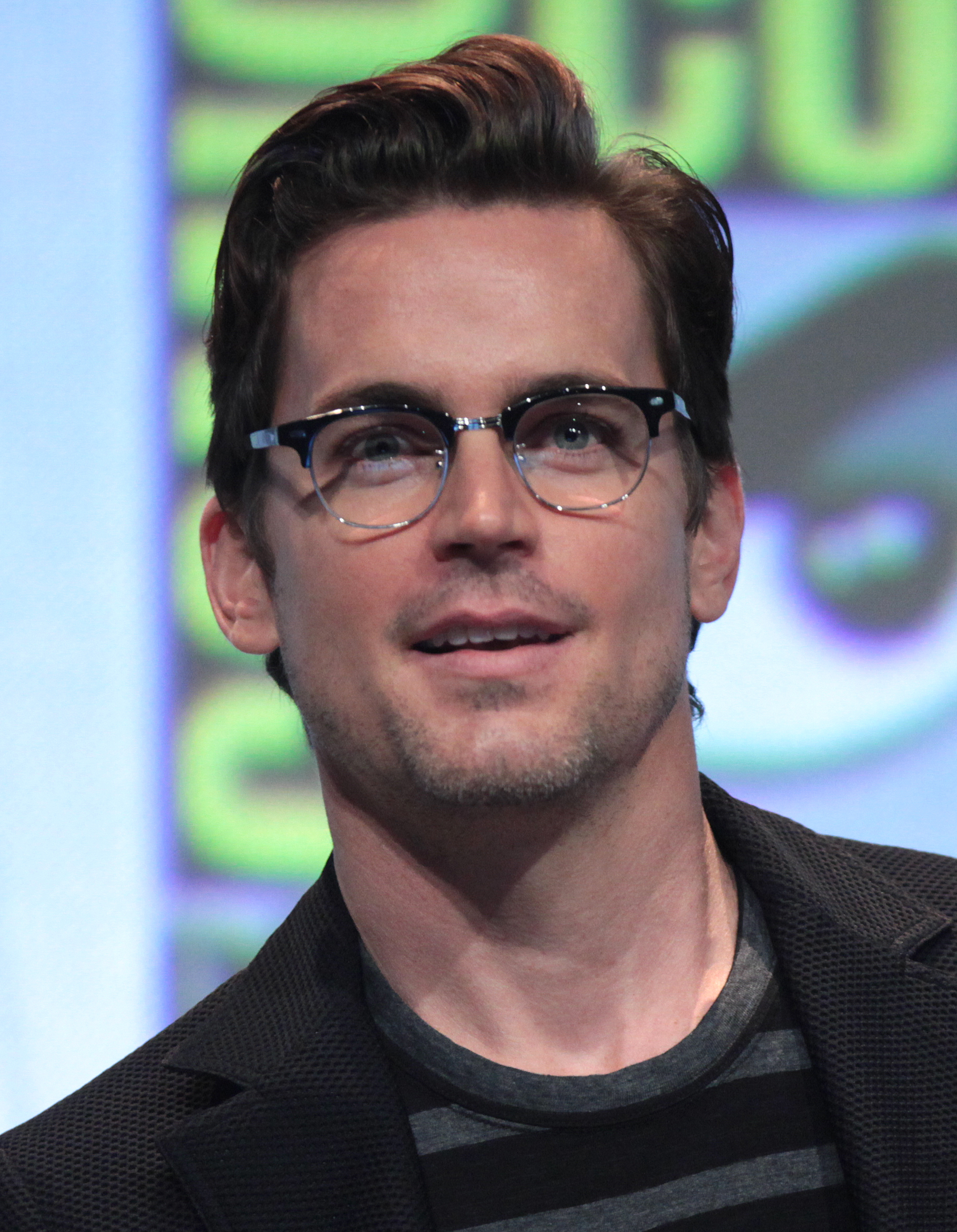
Actor Matt Bomer

Papi Chulo tuvo su estreno mundial en el Festival Internacional de Cine de Toronto el 8 de septiembre de 2018. La película también se proyectó en el BFI London Film Festival; el Torino Film Festival el 23 de noviembre de 2018; el Festival Internacional de Cine de Palm Springs el 6 de enero de 2019; y el Festival Internacional de Cine de Dublín el 20 de febrero de 2019. Luego se estrenó en teatros de EE. UU. e Irlanda el 7 de junio de 2019.

## Recepción

### Respuesta de la crítica
El sitio web de reseñas Rotten Tomatoes le otorga a la película una calificación del 73%, basada en 44 comentarios, con una calificación promedio de 6.4 / 10. Hay consenso en el sitio de que: "Papi Chulo es una comedia intercultural que en su mayoría evita caer en la trampa de tal premisa, en gran parte gracias a la química entre sus protagonistas". Otro página, Metacritic, le dio a la película una puntuación de 43 de 100, basada en 11 críticas, indicando "críticas mixtas o promedio".

### Reconocimientos
| Premio                                     | Año de la ceremonia | Categoría                  | Nominado    | Resultado | Ref(s)        |
| ------------------------------------------ | ------------------- | -------------------------- | ----------- | --------- | ------------- |
| Guadalajara Festival de cine Internacional | 2019                | Mejor largometraje         | John Butler |           |               |
| Newport Festival de cine de playa          | 2019                | Mejor largometraje         | Papi Chulo  |           | [ 10 ]        |
| Toronto Festival de cine Internacional     | 2018                | Premio Grolsch del público | Papi Chulo  |           | [ 11 ] [ 12 ] |

|}